# Incidente diplomatico
In diritto diplomatico con il termine incidente diplomatico si intende l'accadimento che sopravviene nelle relazioni tra due Stati, quando uno di essi considera il comportamento dell'altro lesivo dei suoi diritti subiettivi e dei suoi stessi interessi, a tal segno da giustificare un'azione formale nei confronti dell'altro.

## Caratteristiche
Così inteso, l'incidente diplomatico presenta alcune caratteristiche: esso è, di solito, subitaneo e imprevisto nella sua stessa portata; deve avere una rilevanza giuridica sul modo di essere delle relazioni tra i due Stati; deve essere imputabile al soggetto da cui deriva, secondo le regole della responsabilità internazionale; deve essere oggetto, da parte di uno dei soggetti, di una valutazione nelle sue circostanze e delle sue prevedibili conseguenze; e, infine, sulla base di siffatta valutazione, deve dar luogo a una procedura, istituita dagli organi diplomatici e condotta, sino a quando è possibile, per le vie diplomatiche.

## Conseguenze
Lo Stato, i cui diritti e interessi sono stati lesi dall'accadimento, conserva un'ampia sfera di libertà ai fini dell'instaurazione dell'incidente diplomatico, e avuto riguardo ai suoi sviluppi. Compete, invero, soltanto a esso valutare le circostanze e le possibili conseguenze e il significato politico del fatto accaduto. E a esso spetta scegliere la procedura da seguire. Se, cioè, convenga limitarsi a una domanda di spiegazioni; ovvero, presentare formale protesta; oppure, esigere una riparazione; o, infine, formulare le sue richieste in termini ultimativi.

## Sviluppi
Vari possono essere, quindi, gli sviluppi dell'incidente diplomatico. Può essere considerato chiuso, se le spiegazioni fornite e il comportamento assunto dallo Stato, per il quale l'incidente è sorto, sono considerati dall'altra parte soddisfacenti. Può dar luogo, invece, a una controversia internazionale, suscettibile di essere composta grazie a una delle procedure internazionali istituita all'uopo; può aggravarsi, invece, sino al punto di sboccare in una crisi internazionale, crisi che può essere tanto profonda da causare una guerra.

## Esempi
Sono noti esempi di incidente diplomatico il dispaccio di Ems del luglio 1871, la crisi di Fashoda del 1898 e l'attentato mortale di Sarajevo del 28 giugno 1914. In tempi più recenti si può ricordare il blocco di Berlino del 1948-49 e la crisi degli ostaggi in Iran del 1979.